# Paul Loicq
Paul Loicq (Brüsszel, 1888. augusztus 11. – Sint-Genesius-Rode, Vlaams Brabant, 1953. március 26.) belga jégkorongozó, olimpikon, játékvezető, diplomata, katona.
Először olimpián az 1920. évi nyári olimpiai játékokon vett részt és a jégkorongtornán játszott a belga csapatban. A lebonyolítás érdekessége, hogy egyből a negyeddöntőben kezdtek és a svédek voltak az ellenfelek. 8–0-ra kikaptak és egy mérkőzés után véget is ért számukra az olimpia.
Részt vett az első világháborúban.
A Nemzetközi Jégkorongszövetség (IIHF) elnöke volt 1922 és 1947 között.
1961-ben beválasztották a kanadai Jégkorong Hírességek Csarnokába („Builder kategória”).
1997-ben beválasztották a Nemzetközi Jégkorongszövetség Hírességek Csarnokába („Builder kategória”).